# Dune: Prophecy
Dune: Prophecy ist eine US-amerikanische Science-Fiction-Fernsehserie, die von Diane Ademu-John und Alison Schapker entwickelt wurde. Sie ist ein Prequel zu Denis Villeneuves Film Dune (2021), der die erste Hälfte des ersten Bandes des gleichnamigen Romanzyklus’ adaptierte, und spielt 10.000 Jahre vor diesem. Die erste Staffel der Serie basiert auf dem 2012 erschienenen Roman Der Thron des Wüstenplaneten (im Original Sisterhood of Dune) von Brian Herbert und Kevin J. Anderson.
Die von HBO und Legendary Television koproduzierte, sechs Folgen umfassende erste Staffel wurde von November bis Dezember 2024 über HBO und dem Streamingdienst Max veröffentlicht. Im deutschsprachigen Raum über den Streamingdienst WOW und bei Sky Atlantic.
Im Dezember 2024 wurde die Produktion einer zweiten Staffel durch HBO bestätigt.

## Handlung

### Staffel 1
Über 10.000 Jahre vor den Ereignissen von Dune traten die Schwestern Valya und Tula Harkonnen der Schwesternschaft bei, einem Orden von Frauen, die ausgebildet wurden, um den Großen Häusern des Imperiums als Wahrsagerinnen (orig. Truthsayer) zu dienen. Mutter Oberin Raquella Berto-Anirul stirbt, nachdem sie sich eine Zukunftsabrechnung (Tiran-Arafel) vorgestellt hat, die sie die Brennende Wahrheit nennt. Valya nutzt die Stimme, um Dorotea, Raquellas Enkelin/Nachfolgerin, dazu zu zwingen, sich selbst zu töten, bevor sie das Zuchtprogramm der Schwesternschaft zerstören kann. Dreißig Jahre später arrangiert Valya, inzwischen Mutter Oberin, dass Prinzessin Ynez, die Tochter von Kaiser Javicco Corrino, den neunjährigen Pruwet Richese heiratet, von dem sie erwarten, dass er die Corrino-Blutlinie für kommende Generationen stabilisieren und ihre Kontrolle über den Wüstenplaneten Arrakis und sein unschätzbares Gewürz stärken wird. Die imperiale Wahrsagerin Kasha Jinjo hat beunruhigende Visionen, nachdem sie den Soldaten Desmond Hart getroffen hat, der behauptet, dass Aufständische aus dem Imperium und nicht die einheimischen Fremen für den Hinterhalt verantwortlich waren, der sein Regiment auslöschte. Valya weist Kashas Bedenken beiseite. Beim Besuch eines Nachtclubs hat Ynez Sex mit dem imperialen Schwertmeister Keiran Atreides. Nach einem Gespräch mit Javicco, das sein Unbehagen über Ynez' Ehe offenbart, trifft Desmond auf Pruwet und nutzt eine große Macht, um ihn zu verbrennen, ein Angriff, der gleichzeitig Kasha verbrennt. Der Anblick von Kashas brennendem Körper veranlasst Valya, sich an Raquellas Vision zu erinnern.
Nach Kashas ergebnisloser Autopsie reist Valya mit Theodosia ab, um Prinzessin Ynez zu sichern. Natalja verärgert Ferdinand Richese, indem sie behauptet, Pruwets Tod sei ein Unfall gewesen. Desmond, der behauptet, ein Sandwurm habe ihn verschluckt, erzählt Javicco, dass er Pruwet für ihn getötet hat. Verstört lässt Javicco ihn verhaften, aber Natalya schlägt vor, Desmond zu benutzen. Valya lässt Tula ihren Schützling, Raquellas Ururenkelin Lila, dem Qualritual (die Agonie) unterziehen, um ihre Andere Erinnerung freizuschalten und Raquella zu kontaktieren. Lila erfährt von einem Wiedergänger, stellt sich vor, dass Valya ihre Großmutter Dorotea tötet, wird überwältigt und stirbt scheinbar. Constantine hat Sex mit Shannon Richese und enthüllt Desmonds Beteiligung an Pruwets Mord. Valya bringt die Nachricht von Kashas Tod, was Ynez quält, und verhört Desmond, der beide Morde erneut zugibt. Javicco entzieht sich der Strafverfolgung. Keiran, ein heimlicher antiimperialer Aufständischer, kopiert den Grundriss des Palastes für die Rebellen und Ynez erzählt, wie Rebellen sie und Constantine einst entführt haben. Ferdinand bedroht Javicco und Desmond verbrennt ihn zur Warnung. Valya erwirbt von ihrer Spionin, dem Division-Barkeeper Schwester Mikaela, eine Liste von Arrakis-Rebellen, die die Schwesternschaft heimlich unterstützt, und sagt, dass sie sie ausliefern könnte, um Javicco zu unterstützen. Desmond stellt Valya zur Rede und sagt, er habe vor, die Schwesternschaft zu zerstören. Sie setzt die Stimme ein, um ihn zum Selbstmord zu zwingen, aber er wehrt sich erfolgreich; Valya ist schockiert und zieht sich zurück.
In der Vergangenheit befürwortet Valya die Rache an den Atreides für die Verbannung des Hauses Harkonnen. Ihr Bruder Griffin schließt sich dem Landsraad an, um kommerzielle Privilegien zu erlangen, stirbt jedoch, angeblich ermordet von Vorian Atreides. Valya schließt sich der Schwesternschaft an, und Tula, die ihre Identität als Harkonnen verheimlicht, besucht die Stierjagd ihres Geliebten Orry Atreides in Caladan. Dorotea kritisiert Valya dafür, dass sie in Frage stellt, ob Schwestern den Herrschern die Wahrheit vorenthalten können, und dass sie keine Loyalität hat. Bei einer regnerischen Zeremonie zur Ablegung des Gelübdes weigert sich Valya, die Schwesternschaft an die erste Stelle zu setzen. Sie benutzt die Stimme auf Raquella, um sie zu beeindrucken. 
Orry macht Tula einen Heiratsantrag; Sie nimmt an, und sie haben Sex. Am nächsten Morgen hat Tula seine Familie abgeschlachtet und tötet auch ihn, um Griffin zu rächen. Raquella zeigt Valya ihre ehrgeizige DNA-Datenbank mit Hilfe verbotener Technologie. Als Dorotea und Valya die Agonie durchmachen sollen, weigert sich letztere; Einer von Dorotea's Anhängern nennt sie Feigling. Raquella schickt Valya nach Lankiveil und sagt ihr, sie solle als Reverend Mother zurückkehren oder gar nicht. Während eines angespannten Schlagabtauschs setzt Valya die Stimme bei ihrer Mutter ein. Später durchlebt sie die Qualen und überlebt; Tula schließt sich ihr in der Schwesternschaft an. In der Gegenwart besucht Valya ihre Familie, um sich zu erholen; Tula gibt vor, die komatöse Lila einzuschläfern, verbindet sie aber mit einer Denk- und Lebenserhaltungsmaschine.
Jen entdeckt die Albträume anderer Schwestern und verhindert so Emelines Selbstmord. Valya wird zur Wahrsagerin der Harkonnens. Ynez hört Desmonds Mordgeständnis. Desmond empfiehlt Javicco erfolglos, die Wahrheitssager des Landsraad zu entfernen. Keiran und Horace besorgen sich eine fliegende Thermalbombe von Ixian, um Javicco zu töten, wie Mikaela erzählt. Valya hört es und enthüllt, dass sie plant, Javicco zu retten und Keiran auszuliefern. Die Schwestern enthüllen den Mord an Pruwet verschiedenen Häusern, die Harrow einladen, die verstorbenen Reichtümer im Hohen Rat zu ersetzen und Nachforschungen anzustellen. In Tula gibt es Gewürze trinkende Gefolgsleute, die Bilder aus ihren Träumen zeichnen: Shai-Hulud und blaue Augen. Natalya enthüllt, dass sie die Wahrheit über den Mord an Pruwet durchsickern ließ, damit Javicco die Täter der Denkmaschine strafrechtlich verfolgen konnte. In der Division erinnert sich Ynez daran, dass Vorian den Thron abgelehnt hat, und erzählt Keiran von Desmonds Schuld und meldet sich freiwillig zum Handeln. Harrow erzählt dem Landsraad kanly, dass er vergewaltigt wurde, und nennt fast die Corrinos; aber Ynez beschuldigt Desmond, der den gefesselten Horace hereinbringt. Desmond stimmt dem zu, nennt es aber eine legale Hinrichtung, bei der die Bombe gezündet wird. Javicco lässt ihn Horace und seine Mitverschwörer verbrennen. Valya erhält eine Probe von Desmonds verwundetem Blut. Tula träumt, dass sie Emeline tötet, die ihre Verbrechen kennt; Lila wacht auf. Evgeny beklagt sich, dass Valya ihre Geschwister verzerrt; Sie kritisiert seine Schwäche, hält ihm sein Beatmungsgerät zurück und tötet ihn. Theodosia wird als Gestaltwandlerin entlarvt; Valya lässt sie als Griffin auftreten.
Javicco macht Desmond zum Bashar eines Eliteregiments. Schwester Francesca kommt zu Constantine, ihrem Sohn. Jen, die für ihre Albtraumresistenz bekannt ist, wird die kränkelnde Lila gezeigt. Harrow entschuldigt sich bei Desmond dafür, dass er Javicco herausgefordert hat, und gibt Valya die Schuld. Desmond will Beweise für ihre Komplizenschaft beim Gewürzschmuggel der Rebellen. Harrow berichtet Valya von seinem Treffen. Valya möchte, dass Francesca Javicco beschwichtigt und Ynez über Wallach IX untersucht. Raquella, die von Lila Besitz ergriffen hat, applaudiert Valyas Bemühungen. Francesca befiehlt Javicco, Constantine die Verantwortung zu übertragen; Javicco küsst sie. Lila isoliert ein Virus, das Kasha getötet hat; Avila ist fassungslos und entdeckt Lila. Desmonds Truppen finden Würze in der Division; Keiran und Mikaela töten einige. Keiran sieht ihr Schwesternschaftsmesser und warnt sie, ihm aus dem Weg zu gehen. Desmond erwacht, nachdem Mikaelas Kettenzünder die Division zur Explosion gebracht haben. Francesca sagt, sie habe Constantine gehabt, um Ynez zu beschützen. Valya gibt Mikaela sicheres Geleit nach Arrakis; Mikaela fühlt sich ausgenutzt. Constantine entdeckt Keirans Palastkarte und verrät ihn lächelnd an Desmond. Javicco ernennt Constantine zum Flottenkommandeur, der Arrakis befrieden soll. Ynez verhört Keiran, der verspricht, das Imperium zu verbessern. Tula ist schockiert, als sie feststellt, dass Desmond Atreides- und Harkonnen-Blut hat; Auf Salusa Secundus erzählt Desmond Natalya, dass seine Mutter eine Schwester war, die ihn den Aasfressern überlassen hat. Natalya beschwert sich bei Desmond, dass die Schwesternschaft ihre Macht und ihre Tochter gestohlen hat, und küsst ihn dann.
In einer Rückblende sieht Tula, wie Valya Doroteas Selbstmord befiehlt und dann ihre Schwangerschaft offenbart. Valya zeigt Tula Anirul und plant die Verpaarung von Javicco mit Natalya. Nachdem sie Desmond zur Welt gebracht hat, tauscht Tula ihn gegen eine Totgeburt aus. In der Gegenwart erzählt Nazir Tula, dass Angst das Virus nährt, aber bei der Analyse stirbt. Natalya verhaftet Ynez wegen versuchter Rettung von Keiran. Valya gibt Francesca eine Giftnadel, um Javicco zu töten. Javicco versucht erfolglos, Natalya wegzuschicken. Javicco bittet Valya um Hilfe gegen Desmond. Sie enthüllt, dass die Schwesternschaft sein ganzes Leben lang manipuliert wurde; Er lässt sie verhaften. Die von Dorotea besessene Lila enthüllt, dass Valya Doroteas Anhänger dazu gebracht hat, Selbstmord zu begehen. Francesca zeigt dem wütenden Javicco die Nadel und gibt Valya die Schuld. Valya befreit Ynez und Keiran; sie fliehen; Theodosia posiert als Ynez, damals Wachmann, der Desmond ersticht. Javicco bedroht Francesca, ersticht sich aber in seiner Verzweiflung selbst. Natalya tötet Francesca mit der Nadel. Lila zeigt den Akolythen die Skelette von Doroteas Anhängern und zerstört dann Anirul. Harrow findet ein Aufnahmegerät, mit dem er Valya ausspioniert hat. Desmond entzündet Valyas Virus; Tula hilft ihr zu überleben, indem sie die Angst überwindet. Valya spürt, dass eine unbekannte Person eine blauäugige Maschine in Desmond zwangsimplantiert hat. Sie erwägt, Desmond zu töten, aber Tula verrät seine Abstammung. Valya sagt, dass eine verborgene Hand, die nach Kontrolle greift, auch Desmonds Potenzial erkannt hat. Tula umarmt Desmond; Seine Wärter verhaften sie. Valya, Keiran und Ynez landen auf Arrakis.

## Besetzung und Synchronisation
Die deutschsprachige Synchronisation entsteht bei FFS Film- & Fernseh-Synchron in Berlin nach Dialogbüchern von Tobias Neumann und unter der Dialogregie von Kathrin Neusser.

### Hauptdarsteller
| Rolle                         | Darsteller                          | Synchronsprecher                        |
| ----------------------------- | ----------------------------------- | --------------------------------------- |
| Mutter Oberin Valya Harkonnen | Emily Watson Jessica Barden (jung)  | Sabine Falkenberg Lena Schmidtke (jung) |
| Schwester Tula Harkonnen      | Olivia Williams Emma Canning (jung) | Elisabeth Günther Clara Drews (jung)    |
| Desmond Hart                  | Travis Fimmel                       | Björn Schalla                           |
| Kaiserin Natalya              | Jodhi May                           | Vera Teltz                              |
| Prinzessin Ynez               | Sarah-Sofie Boussnina               | Katharina Schwarzmaier                  |
| Keiran Atreides               | Chris Mason                         | Amadeus Strobl                          |
| Imperator Javicco Corrino     | Mark Strong                         | Tom Vogt                                |
| Harrow Harkonnen              | Edward Davis                        | Tim Schwarzmaier                        |
| Constantine Corrino           | Josh Heuston                        | Konrad Bösherz                          |
| Schwester Jen                 | Faoileann Cunningham                | Franciska Friede                        |
| Schwester Emeline             | Aoife Hinds                         | Viola Müller                            |
| Evgeny Harkonnen              | Mark Addy                           | Pierre Peters-Arnolds                   |

### Nebendarsteller
| Rolle                               | Darsteller                     | Synchronsprecher                        |
| ----------------------------------- | ------------------------------ | --------------------------------------- |
| Schwester Francesca                 | Tabu Charithra Chandran (jung) | Maud Ackermann Muriel Bielenberg (jung) |
| Ehrwürdige Mutter Kasha Jinjo       | Jihae Kim Yerin Ha (jung)      | Alexandra Wilcke Lucia Deyi (jung)      |
| Mutter Oberin Raquella Berto-Anirul | Cathy Tyson                    | Marianne Groß                           |
| Ehrwürdige Mutter Dorotea           | Camilla Beeput                 | Manja Doering                           |
| Schwester Avila                     | Barbara Marten                 | Kornelia Boje                           |
| Herzog Ferdinand Richese            | Brendan Cowell                 | Uve Teschner                            |
| Sonia Harkonnen                     | Polly Walker                   | Agnes Hilpert                           |
| Griffin Harkonnen                   | Earl Cave                      | Oliver Szerkus                          |
| Orry Atreides                       | Milo Callaghan                 | Vincent Borko                           |

## Hintergrund und Produktion

### Staffel 1
Im November 2016 erwarb Legendary Entertainment Film- und Fernsehrechte für den 1965 erschienenen Roman Dune von Frank Herbert aus dessen Nachlass. Legendary ließ Dune in zwei Filmen (Dune und Dune: Part Two), die 2021 und 2024 veröffentlicht wurden, von Regisseur Denis Villeneuve verfilmen.
Im Juni 2019 gab Legendary bekannt, eine Serienverfilmung unter dem Titel von Dune: The Sisterhood für den damaligen Streamingdienst HBO Max produzieren zu lassen. Villeneuve sollte den Pilotfilm der Serie inszenieren und produzieren, während Jon Spaihts das Drehbuch schreiben sollte. Nach der Ankündigung wurde das Projekt wegen des Mangels an weiblichen kreativen Köpfen dahinter kritisiert. Im November 2019 verließ Spaihts die Serie, um sich auf die Produktion von Dune: Teil 2 zu konzentrieren, für die er engagiert war. Laut Hollywood Reporter war Legendary Television mit Spaihts‘ früherer Arbeit als Showrunner „nicht zufrieden“ gewesen und entschied Diane Ademu-John als Showrunnerin zu engagieren. Im April 2022 wurde Denis Villeneuve durch den schwedischen Johan Renck als Regisseur ersetzt. Kurz nach Produktionsbeginn verließ Diane Ademu-John das Projekt als Co-Showrunnerin, blieb aber weiterhin ausführende Produzentin; damit blieb Alison Schapker alleinige Showrunnerin. Im Februar 2023 stieg auch Renck aus dem Projekt aus. Im Juni dieses Jahres wurde er durch die deutsche Filmschaffende Anna Foerster ersetzt, die bei mehreren Episoden, darunter auch der Pilotfolge, Regie führte. Im November 2023 wurde die Serie in Dune: Prophecy umbenannt und für den Streaminganbieter Max angekündigt.
Die Dreharbeiten der Serie sollten ursprünglich im November 2020 in Budapest und Jordanien beginnen. Die Produktion begann genau zwei Jahre später. Im Juli 2023 berichtete Deadline Hollywood, dass die Produktion nach einer Winterpause inmitten der Streiks von Writers Guild of America und Screen Actors Guild wieder aufgenommen werden soll, da die Angestellten Mitglieder der britischen Gewerkschaft Equity waren. Die Dreharbeiten waren im Dezember 2023 abgeschlossen.

## Episodenliste
Staffel 1
| Nr. | Deutscher Titel                 | Originaltitel         | Erstveröffentlichung USA | Deutschsprachige Erstveröffentlichung (D/A/CH) | Regie            | Drehbuch                                     |
| --- | ------------------------------- | --------------------- | ------------------------ | ---------------------------------------------- | ---------------- | -------------------------------------------- |
| 1   | Die verborgene Hand             | The Hidden Hand       | 17. Nov. 2024            | 18. Nov. 2024                                  | Anna Foerster    | Diane Ademu-John                             |
| 2   | Zwei Wölfe                      | Two Wolves            | 24. Nov. 2024            | 25. Nov. 2024                                  | John Cameron     | Elizabeth Padden & Kor Adana                 |
| 3   | Die Schwesternschaft über alles | Sisterhood Above All  | 1. Dez. 2024             | 2. Dez. 2024                                   | Richard J. Lewis | Monica Owusu-Breen & Jordan Goldberg         |
| 4   | Zweimal geboren                 | Twice Born            | 8. Dez. 2024             | 9. Dez. 2024                                   | Richard J. Lewis | Kevin Lau & Suzanne Wrubel                   |
| 5   | In Blut und Wahrheit            | In Blood, Truth       | 15. Dez. 2024            | 16. Dez. 2024                                  | Anna Foerster    | Carlito Rodriguez & Leah Benavides Rodriguez |
| 6   | Der verborgene Feind            | The High-Handed Enemy | 22. Dez. 2024            | 23. Dez. 2024                                  | Anna Foerster    | Elizabeth Padden & Suzanne Wrubel            |

## Rezeption
Die Kritiken zu Dune: Prophecy sind durchschnittlich bis positiv, mit 75 % bei Rotten Tomates, 7,5 in der IMDb und 65 bei Metacritic.

Der Filmdienst bewertet die Serie mittelmäßig. Sie reiht sich, mit all ihren Stärken und Schwächen, in die Riege der Game of Thrones-Klone ein. Für Dune-Fans, die dieser Formel nicht müde sind, gibt es genügend Unterhaltung, aber insgesamt scheitert Dune: Prophecy daran, seine Vorbilder zu erreichen: 

„Die Stärke von Villeneuves Filmen besteht darin, dass er mit einem enormen Budget eine imposante Welt erschuf, in der ein klassisches Drama erzählt wird. Die Stärke von „Game of Thrones“ liegt darin, dem Publikum so lange Figuren ans Herz wachsen zu lassen, bis ihr überraschender Verlust echte Schmerzen verursacht. Die große Schwäche von „Dune: Prophecy“ ist es, beides nicht leisten zu können.“

– Christoph Dobbitsch: Filmdienst